# Cheiraster gerlachei
Cheiraster gerlachei är en sjöstjärneart som beskrevs av Ludwig 1903. Cheiraster gerlachei ingår i släktet Cheiraster och familjen nålsjöstjärnor. Inga underarter finns listade i Catalogue of Life.